# Drowning Pool
A Drowning Pool amerikai rockegyüttes. Jelenlegi tagok: C.J. Pierce, Stevie Benton, Mike Luce és Ryan McCombs. Volt tagok: Dave Williams, Jason Jones és Jason Moreno. 1996-ban alakultak Dallasban. Főleg alternatív metalt játszanak, de jelen vannak a hard rock és nu metal műfajokban is. Leghíresebb daluk a "Bodies" (Testek). Pályafutásuk legelején csak instrumentális zenét játszottak. Hatásukként főleg a Metallicát és a Guns N' Roses-t jelölték meg. Nevüket a The Drowning Pool című 1975-ös thriller filmről kapták. Az együttes 2019-ben bejelentette, hogy új stúdióalbumot rögzítenek.

2023-ban bejelentették, hogy Jason Moreno helyére ismét Ryan McCombs kerül, aki korábban 2005-től 2011-ig játszott az együttesben.

## Diszkográfia/Stúdióalbumok
- Sinner (2001)
- Desensitized (2004)
- Full Circle (2007)
- Drowning Pool (2010)
- Resilience (2013)
- Hellelujah (2016)